# Remake (pel·lícula)
Remake és una pel·lícula de Roger Gual, rodada el 2006. El guió és del mateix Gual i de Javier Calvo. S'ha doblat al català per TV3, que va emetre-la per primer cop el 12 de desembre de 2009.

## Argument
A la dècada de 1970 un grup d'amics arregla una masia per reunir-s'hi i parlar dels seus desitjos de canviar-ho tot. Només un d'ells prefereix quedar-s'hi, mentre que els altres se'n van. Trenta anys després tornen amb bons records però també amb alguns conflictes. Estan divorciats i hi duen els fills.

## Repartiment
- Juan Diego (Damián)
- Sílvia Munt (Patricia)
- Eusebio Poncela (Álex)
- Mercedes Morán (Carol)
- Mario Paolucci (Max)
- Gustavo Salmerón (Ernesto)
- Àlex Brendemühl (Fidel)
- Marta Etura (Laura)
- Juan Navarro (Víctor)